# ボディル賞
ボディル賞（Bodilprisen）は、デンマーク映画批評家協会より贈られるデンマークの映画賞である。授賞式は毎年コペンハーゲンで行われる。設立は1948年であり、ヨーロッパで最も古い映画賞のひとつである。
賞の名前はデンマーク映画界の著名な女優であるボディル・キュアとボディル・イプセンから取られている。受賞者に贈られる像はデンマークの芸術家のエッべ・サドリンがデザインし、ビング・オー・グレンダールのスベン・イェスペルセンにより彫られている。

## 部門
主要賞
- デンマーク映画賞（英語版）
- 主演男優賞（英語版）
- 主演女優賞（英語版）
- 助演男優賞（英語版）
- 助演女優賞（英語版）
- アメリカ映画賞（英語版） (1961年から1969年までは非ヨーロッパ映画賞[1])
- 非アメリカ映画賞 (1961年から1969年まではヨーロッパ映画賞[2])
- ドキュメンタリー賞（英語版）

特別賞
- 名誉賞（英語版）; 1951年より不定期。1997年以降は毎年贈られる
- 特別賞（英語版）; 2008年より毎年贈られる
- 撮影賞（英語版）

外部賞
- ヘニング・バース賞（英語版）; 2012年より毎年優れたプロダクションデザイナーに贈られる。
- デンマーク脚本家組合脚本賞（英語版）; 2015年よりデンマークの脚本家に贈られる。